# Lestremia ceylanica
Lestremia ceylanica är en tvåvingeart som beskrevs av Jean-Jacques Kieffer 1912. Lestremia ceylanica ingår i släktet Lestremia och familjen gallmyggor. Inga underarter finns listade i Catalogue of Life.